# الوندرا پارک (کالیفرنیا)
الوندرا پارک، کالیفرنیا (به انگلیسی: Alondra Park, California) یک منطقه سرشماری‌شده در ایالات متحده آمریکا است که در کالیفرنیا واقع شده‌است.

## خصوصیات
الوندرا پارک ۲٫۹۶۰ کیلومترمربع مساحت و ۸٬۵۹۲ نفر جمعیت دارد و ۱۶ متر بالاتر از سطح دریا واقع شده‌است.